# Latif Amadu
Latif Amadu (Acra, Ghana, 20 de agosto de 1993) es un futbolista ghanés. Juega de delantero y su equipo actual es el KS Teuta de la Superliga de Albania.

## Clubes
| Club                 | País        | Año           |
| -------------------- | ----------- | ------------- |
| Berekum Chelsea F.C. | Ghana       | 2014          |
| Asante Kotoko FC     | Ghana       | 2014-2016     |
| Dinamo Brest         | Bielorrusia | 2016-2017     |
| KS Teuta             | Albania     | 2017-presente |